# Piero Milesi
(Franco Fabbri)
Piero Milesi (Milano, 28 gennaio 1953 – Levanto, 30 ottobre 2011) è stato un musicista, compositore e arrangiatore italiano.

## Biografia
Dopo aver studiato violoncello e composizione sperimentale ed elettronica, entra nel 1977 nel Gruppo Folk Internazionale di Moni Ovadia, dove partecipa sia come esecutore che come compositore.
Tra il 1978 e il 1980 compone Modi, opera in due parti pubblicata poi nel 1982 per l'etichetta britannica indipendente Cherry Red Records; dal 1984 collabora con lo Studio Azzurro di Milano.
Per l'etichetta indipendente americana Cuneiform Records escono The Nuclear Observatory Of Mr. Nanof e Camera astratta, entrambe colonne sonore.
Tra il 1995 e il 1996 collabora in veste di arrangiatore, esecutore e produttore ad Anime salve, l'ultima opera di Fabrizio De André, per il quale aveva già eseguito arrangiamenti ed orchestrazioni ne Le nuvole; seppur non accreditati, nell'album sono presenti molti suoi contributi musicali.
Ha spesso composto colonne sonore di film e spettacoli teatrali e lavorato come arrangiatore e direttore d'orchestra nell'ambito della pop music italiana (Fiorella Mannoia, Luciano Ligabue); laureato in architettura, ha realizzato installazioni sonore e interventi musicali nei grandi spazi.
È scomparso nel 2011 all'età di 58 anni a seguito di un infarto.

## Discografia
- 1982 - Modi - Cherry Red Records
- 1986 - The Nuclear Observatory Of Mr. Nanof - Cuneiform Records
- 1989 - Camera astratta - Cuneiform Records
- 2000 - Within Himself (raccolta) - Cuneiform Records
- 2001 - Le voci della terra - Dodicilune